# Stockholm Open 1989
Die Stockholm Open 1989 im Badminton fanden in Täby statt.

## Finalergebnisse
| Disziplin    | Sieger                        | Finalist                          | Ergebnis           |
| ------------ | ----------------------------- | --------------------------------- | ------------------ |
| Herreneinzel | Claus Thomsen                 | Jonas Herrgårdh                   | 13-15, 15-12, 15-8 |
| Dameneinzel  | Pernille Nedergaard           | Elena Rybkina                     | 11-2, 11-8         |
| Herrendoppel | Max Gandrup Thomas Lund       | Andrei Antropow Vitaliy Shmakov   | 15-6, 18-14        |
| Damendoppel  | Dorte Kjær Lotte Olsen        | Elena Rybkina Vlada Chernyavskaya | 4-15, 15-6, 15-3   |
| Mixed        | Andrei Antropow Elena Rybkina | Jon Holst-Christensen Dorte Kjær  | 7-15, 15-10, 15-8  |